# Profesionalno hrvanje
Profesionalno hrvanje (engl. professional wrestling) poznato i kao kečeri oblik je športske zabave koji povezuje glumu i sport. Profesionalno hrvanje održava se po događajima, oni mogu biti tjedni (ili tjedne epizode), Pay Per View-vi (veliki događaj jednom u otprilike mjesec dana) ili po turnejama. Ovaj jedinstveni oblik sporta temelji se na klasičnom i "catch" hrvanju uz razne oblike borilačkih vještina. Profesionalno hrvanje često sadrži i razne predmete koji služe kao oružje, npr. stolac, stol, ljestve, mikrofon, zvono, kendostick (štap od bambusa), armaturna mreža, pribadače, aparat za gašenje požara, vaze (s cvijećem), luđačka košulja, lisice, gitara, bundeva, barikade, truba, čekić, boca, brašno, sol, bejzbolska palica, staklo (kakvo se koristi u Hollywoodu), laptop, televizija,  pita, torta, cigle, itd.
Borbe profesionalnog hrvanja imaju planirani završetak kako bi se postigla priča (storyline), svi potezi koje izvode profesionalni hrvači izvode se tako da se protivnika zaštiti i ne povrijedi, iako ti potezi izgledaju kao da profesionalni hrvači žele napraviti upravo suprotno - što jače ozlijediti protivnika.Te stvari čuvale su se u tajnosti, ali su s vremenom postale opće poznate.

## Povijest
Podrijetlom potječe iz Europe u 19. stoljeća kao popularan oblik zabave, a poslije u Sjevernoj Americi kao putujući karneval i vodvilj. Profesionalno hrvanje preraslo je u samostalni žanr zabave s mnogo različitih varijacija u kulturama diljem svijeta, a sada se smatra kao multimilijunska industrija zabave. Iako mu se popularnost uvelike smanjila u Europi, u Sjevernoj Americi ona je doživjela nekoliko različitih razdoblja istaknute kulturne popularnosti tijekom stoljeća i pol postojanja.

## Djelokrug i utjecaj
Za razliku od Europe, profesionalno hrvanje je postalo osobito važno u Japanu, Brazilu i
Sjevernoj Americi. Hrvači koji su velike figure u ovome sportu su postali slavni ili kulturne ikone u raznim zemljama, poput Hulka Hogana, Yokozune, The Rocka, John Cene, Alberta Del Rija, Rey Mysterija, i mnogih drugih .
Profesionalno hrvanje svoj prihod dobiva od ulaznica za razne događaje poput televizijskog emitiranja, pay-per-view emitiranja, osobnih nastupa izvođača, brendirane robe i video snimaka. Od 1950-ih, profesionalno hrvanje je odgovorno za rasprodane događaje u velikim stadionima i arenama. Profesionalno hrvanje je bilo instrument u tome da pay-per-view postane održiv način prodaje sadržaja. WWE, NWE, WCW i AVA neke su od najpopularnijih promocija koje su razvile ovaj sustav. Godišnje emisije poput WrestleManije, SummerSlama, Royal Rumblea, i neke bivše poput Bash at the Beach, Halloween Havoca i Starrcadea su među najviše prodavanijim programima pay-per-viewa svake godine.
Nekoliko dokumentarca je snimljeno na pogleda prema profesionalnom hrvanju, od kojih su najpoznatiji Beyond the Mat i Hitman Hart: Wrestling with Shadows. Tu su i brojni filmovi kao što je The Wrestler, koji je osvojio nekoliko nominacije za Oscara.
Trenutno, najveća organizacija za profesionalno hrvanje u svijetu je WWE, koji je kupio mnoge manje regionalne organizacije u kasnom 20. stoljeću, kao i svoje primarne konkurenata WCW i Extreme Championship Wrestling (ECW) početkom 2001. godine. Ostale istaknute oranizacije diljem svijeta su Total Nonstop Action Wrestling (TNA), Lucha Underground (LU), All Elite Wrestling (AEW), Ring of Honor (ROH), Consejo Mundial de Lucha Libre (CMLL), Asistencia Asesoria y Administracion (AAA), New Japan Pro Wrestling (NJPW) i All Japan Pro Wrestling (AJPW).

## Žanr konvencije
Kada govorimo o profesionalnom hrvanju, postoje dvije razine unutar događaja: događanja koja su predstavljena kroz izvedbu i događanja koja su izvan opsega izvedbe, ali imaju upletenost na izvedbu, kao što su ugovori hrvača s organizacijom, ozljede i dr. Kada se stvarni život umiješa u hrvačku priču često dolazi do zbunjivanja.

### Kayfabe
Neki hrvači su smatrali da je potrebno gledatelje držati u stalnoj i potpunoj iluziju unutar događaja i izvan događaja i tako zadržati interes gledatelja. Već desetljećima, sve do sredine 1980-ih, hrvači su živjeli svoje javne živote kao da su hrvački likovi, u današnje vrijeme to je vrlo rijetka pojava.
Mnoge važne osobe u poslovanju profesionalnog hrvanja (prvenstveno WWE vlasnik Vince McMahon) priznale su da je hrvanje oblik zabave, a ne natjecateljski tip.
Unatoč javnom priznanju kazališne prirode profesionalnog hrvanja, mnoge američke savezne države još uvijek reguliraju profesionalno hrvanje. Na primjer, savezna država New York još uvijek regulira "profesionalni hrvanje" kroz komisiju New York State Athletic Commission (SAC).

### Aspekti hrvanja
Često pojedinačne borbe će biti dio dužeg sukoba unutar priče između „Faces” ( „dobronamjerni hrvači”) i „Heels” ( „zlonamjerni hrvači”). „Faces”  su oni čija djela imaju za cilj potaknuti gledatelje na navijanje, dok su „Heels” oni koji žele privući bijes gledatelja.

## Pravila
Profesionalno hrvanje nema upravno tijelo za pravila, iako su se opći standardi razvili. Svaka organizacija ima svoju varijaciju pravila, ali sva pravila su dovoljno slična da bi se izbjeglo zbunjivanje.

### Opća struktura
Borbe se održavaju između dvije ili više strana ( „ugla”). Svaki ugao može se sastojati od jednog hrvača, ili tim od dva ili više hrvača. Većina timskih borbi imaju svoja posebna pravila (vidi dolje). Ostale borbe mogu biti s više boraca, ali ne i timova. U svim varijantama, može biti samo jedan pobjednički tim ili hrvač.
Standardni način bodovanja je (engl. fall), koji se postiže:
- (engl. Pin)  držanje protivničkog ramena na podlozi tri sekunde.
- (engl. Submission), prisiljavanje protivnika na "predaju".
- "Diskvalifikacija" protivnika
- "Odbrojavanje" kada protivnik ostane izvan ringa iznad deset sekundi.
- "Nokaut"

### Osnovna komentorska pravila
Borbe se komentiraju na slični način kako se komentiraju  MMA. A osim toga ne smiju im se reći prava imena već se moraju spomenuti imena koje oni odigravaju u ringu (poput likova u filmovima i  televizijskim serijama. Moraju se navesti razlozi zbog čega i zašto bore? To mogu biti osobni razlozi, za poštovanje, za neko veće mjesto, za opstanak, za titulu ili za mjesto na nekom pay-per-viewu. Ne smiju se reći da su profesionalni hrvači na steroidima, jer je na osnovi toga Vince McMahon bio tužen na sudu, umjesto toga oni se pridržavaju  Wellness politike. Moraju se znati  potezi u profesionalnom hrvanju, mečevi u profesionalnom hrvanju i pravila profesionalnog hrvanja.

## Dramatični elementi

### Borbe
Iako je svaka hrvačka borba izgleda kao natjecateljski tip, cilj svake borbe iz poslovnog gledišta je zainteresirati i zabaviti publiku.

### Karakter/lik hrvača
- U meksičkoj tradiciji ”Lucha Libre”, većina likova nosi maske i usvojava tajni identitet srodan superheroju. A to su Rey Mysterio, Kalisto, Sin Cara, Gran Metalik, itd.

- u novijoj povijesti popularni su i "čudovišta" koji mogu upravljati vremenskim utjecajima i prikazuju se kao bogovi ili demoni (od 1990.)

To su Undertaker, Kane, Boogeymam, Bray Wyatt, Finn Ballor, Konga Kong itd.
- također popularni su i "divovi", oni su visoki 2 m i više, prikazuje ih se kao da su nepobjedivi. To su: The Great Khali, Big Cass, Big Show, Mark Henry, itd.

- postoje i "patuljci"...

## Hrvači

### Strani kečeri
John Cena, Rusev, Hulk Hogan, The Rock, Batista, Brock Lesnar, Kurt Angle, Dean Ambrose, Cody Rhodes, Mario Bokara, Seth Rollins, Jason Jordan, Elias Samson, Luke Harper, Adam Cole, Kenny Omega, Undertaker, Kane, Shawn Michaels, Matt Hardy, Kevin Owens, Roman Reigns, Shinsuke Nakamura, Kane, Finn Ballor, A.J. Styles, A.J. Lee, Ric Flair, Jack Gallangher, Ariya Daivari, Triple H, Batista, Eric Young, Eric Rowan, Bray Wyatt, CM Punk, Daniel Bryan, Samy Zayn, Baron Corbin, Dolph Ziggler, Bobby Roode, Johny Gargano, Tommaso Ciampa, Asuka, Jeff Hardy, Big Show, Ryback, The Great Khali, Big Cass itd.

### Hrvatski kečeri
Mario Bokara, Vesna Busić,  Nikolai Volkoff,  Great Antonio, Frozen Fire, itd.

## Popularnost hrvačkih promocija na društvenim mrežama

### Svjetske kečerske promocije
1. WWE (drži ga Vince McMahon) -  ima više od 1 000 000 000[8] pregleda i 26 000 000 pretplatnika na YouTube-u, što je čini 2. najpopularnijim kanalom na YouTubeu,[9] ima oko 40 milijuna likeova na Facebooku, oko 10 milijuna osoba koja prate na Twitteru, 14 milijuna pratitelja na Instagramu i oko 70 tisuća pratitelja na Pinterestu[10][11]
2. Impact Wrestling (drži ga Anthem Sports & Entertrainment- 2. najjača wrestling promocija ima oko milijardu pregleda i milijun pretplatnika, oko 1 600 000 likeova na Facebooku, 500 000 pratitelja na Twitteru, 243 000 pratitelja na Instagramu i nekoliko tisuća na Pinterestu[11]
3. ROH - 4. najjača wrestlin promocija ima 47 000 000 pregleda i 188 000 pretplatnika na YouTubeu, 770 000 lajkova na Facebooku, 190 000 pratitelja na Twitteru, 205 000 pratitelja na Instagramu i nekoliko tisuća Pinterestu[11]
4. NJPW - 3. najjača wrestling promocija ima 94 milijuna pregleda i 195 tisuća pretplatnika na YouTubeu, 147 tisuća lajkova na Facebooku, 50 tisuća pratitelja na Twitteru, 107 tisuća pratitelja na Instagramu i nekoliko tisuća na Pinterestu[11]
5. AJPW -  7. najjača wrestling promocija[11]
6. AAA - 5. najjača wrestling promocija[11]
7. Lucha Underground -  6. najjača wrestling promocija[11]

### Kečerske promocije u regiji
1. Prvi hrvatski kečeri - jedina hrvatska wrestlin promocija, imaju 75 000 pregleda i 350 pretplatnika na YouTubeu te 3000 lajkova na Facebooku.[11]

## Vanjske poveznice
ProHrvanje
ProHrvanje forum
Outsider Wrestling Fans
RTL 2